# Колорадо Чарли (фильм)
«Колорадо Чарли» (другое название — Чарли-Колорадский зверь) — итальянский художественный фильм в жанре спагетти-вестерн, снятый режиссёром Роберто Маури в 1965 году.
Премьера фильма состоялась 2 октября 1965 года.

## Сюжет
Крутой шериф «Дикий Билл» Дэндерс — защитник закона, собирается уйти в отставку, этого же хотят его жена Нора и их сын. Нора, вдова, на которой женился Дэндерс. Однако, после того, как его заместителя Джима застрелил печально известный бандит Колорадо Чарли и бесчинства его банды вынуждают шерифа снова взяться за кольт. Гангстеры надеются на его уход и угрожают его маленькой семье, но «Дикий Билл» снова надевает свою шерифскую звезду и решает разобраться с преступниками.

## В ролях
- Жак Бертье — Шериф «Дикий Билл» Дэндерс
- Брунелла Бово — Нора, жена шерифа
- Андреа Аурели — Джим, заместитель шерифа
- Ливио Лоренцон — Колорадо Чарли
- Луиджи Чаварро — Том Дрэслер
- Альфредо Риццо — Пьяница Сэм
- Эрика Бланк — певица
- Антонио Росо
- Аттилио Северини — бандит, член банды Колорадо Чарли
- Миммо Поли — бармен
- Нандо Анджелини — Джордж
- Джузеппе Аддоббати —  Хоган, шериф Литтл-Ривер
- Уго Сассо — отец Норы
- Лина Альберти — Донна
- Альберто Чевенини — Раненый бандит
- Джорджио Чериони — Джимми, шериф Спрингфилда
- Луиджи Батцелла — Пабло
- Герландо Мартелли — сын Билла Дандерса